# Stelis callura
Stelis callura là một loài Hymenoptera trong họ Megachilidae. Loài này được Cockerell mô tả khoa học năm 1925.